# Stefano Pusterla

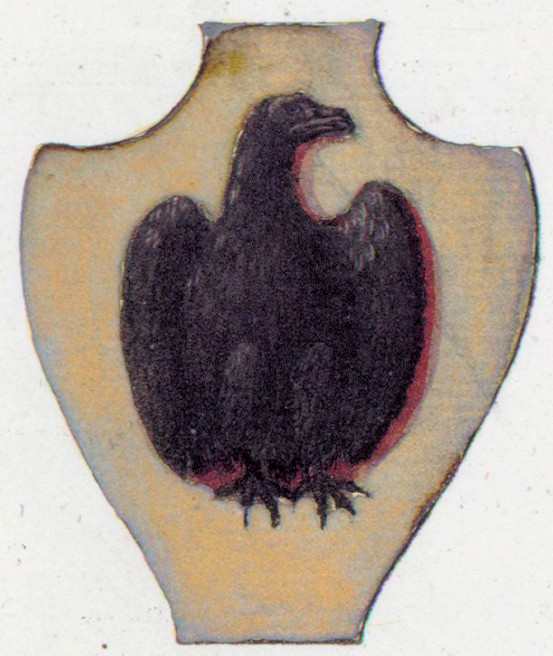
Stemma Pusterla.

Stefano Pusterla (Milano, ... – ...; fl. XIV secolo) è stato un prete e arciprete italiano.

## Biografia
Stefano Pusterla era figlio del nobile milanese Guidetto Pusterla nominato nel 1364 Governatore di Parma da Bernabò Visconti. 
Resse l'arcipretura di Monza dal 26 agosto 1372 al 4 aprile 1404 mentre suo fratello Giovanni era stato castellano di Monza nel 1386. 
Stefano Pusterla tenne l'arcipretura di Monza in semplice commenda come i suoi predecessori. Governò la basilica monzese tramite diversi suoi vicari generali senza mai risiedervi. Nonostante ciò nel 1372 dette avvio con successo all'allungamento del Duomo di Monza.